# Alingsås landsfiskalsdistrikt
Alingsås landsfiskalsdistrikt var 1918-1941 ett landsfiskalsdistrikt i Älvsborgs län, bildat när Sveriges indelning i landsfiskalsdistrikt trädde i kraft den 1 januari 1918, enligt beslut den 7 september 1917. Landsfiskalsdistriktet avskaffades den 1 oktober 1941 (genom kungörelsen 28 juni 1941) när Sverige fick en ny indelning av landsfiskalsdistrikt och av dess område överfördes kommunerna Hemsjö och Ödenäs till Vättle landsfiskalsdistrikt och kommunerna Alingsås landsförsamlings och Rödene landskommun, Bergstena, Bälinge, Fullestad, Lena, Långared och Skogsbygden till det nybildade Kullings landsfiskalsdistrikt.
Landsfiskalsdistriktet låg under länsstyrelsen i Älvsborgs län.

## Ingående områden

### Från 1918
Kullings härad:
- Alingsås landsförsamlings och Rödene landskommun
- Bergstena landskommun
- Bälinge landskommun
- Fullestads landskommun
- Hemsjö landskommun
- Lena landskommun
- Långareds landskommun
- Skogsbygdens landskommun
- Ödenäs landskommun